# Amphicoma klapperichi
Amphicoma klapperichi es una especie de coleóptero de la familia Glaphyridae.

## Distribución geográfica
Habita en Fujian (China).